# Lucky Jim (album)
Pour les articles homonymes, voir Lucky Jim.
Albums de The Gun Club
Divinity
Lucky Jim (Triple X Records 1993) est un album du groupe The Gun Club.

## Titres
1. Lucky Jim
2. A House Is Not a Home
3. Cry to Me
4. Kamata Hollywood City
5. Ride
6. Idiot Waltz
7. Up Above the World
8. Blue Monsoons
9. Desire
10. Anger Blues